# Contea di Leake
La contea di Leake (in inglese Leake County) è una contea dello Stato del Mississippi, negli Stati Uniti. La popolazione al censimento del 2000 era di 20 940 abitanti. Il capoluogo di contea è Carthage.